# شبگرد پریگوگاین
شبگرد پریگوگاین (نام علمی: Caprimulgus prigoginei) نام یک گونه از تیره شبگردان است.